# Heriger van Lobbes
Heriger van Lobbes (graafschap Vlaanderen, circa 940 – Lobbes, 31 oktober 1007) was een abt van de abdij van Lobbes en een historicus, kroniekschrijver en hagiograaf. Hij was een van de vroegste geschiedschrijvers uit de Lage Landen.

## Biografie
Heriger studeerde aan de kathedraalschool van Luik. Hij werd benedictijn en trad omstreeks 955 binnen in de abdij van Lobbes. Voor 967 werd Heriger benoemd tot scholasticus van de abdijschool. De school genoot een goede reputatie en verscheidene leerlingen van Heriger zouden later een voorname functie bekleden. Zijn bekendste leerling was Adelbold II die later bisschop van Utrecht zou worden.
Heriger was een goede vriend van bisschop Notger van Luik. Hij vergezelde de bisschop tijdens diens reis naar Rome in 989. Na het overlijden van abt Folcuinus werd Heriger op 21 december 990 gewijd tot nieuwe abt van de abdij van Lobbes.
Heriger stierf op 31 oktober 1007 en werd begraven in de Sint-Ursmaruskerk te Lobbes.

## Werken
Zijn belangrijkste werk is een bisdomskroniek van de Luikse bisschoppen, Gesta episcoporum Tungrensium, Trajectensium et Leodiensium waarin 27 bisschoppen behandeld werden van Maternus tot Sint-Remaclus. Dit was de allereerste bisdomskroniek in de Lage Landen. Dit werd in de 11de eeuw verdergezet door kanunnik Anselmus van Luik.
Tijdens zijn periode als scholasticus van de abdijschool schreef Heriger voornamelijk in opdracht een aantal hagiografieën over heiligen. Zo schreef hij in 967 Vita Ursmari over Sint-Ursmarus, in 972 Vita Remacli over Sint-Remaclus en nog later Vita Landoaldi over Sint-Landoaldus. Dit laatste werk fungeerde als model voor de latere hagiografie.
Nadat Heriger abt geworden was, evolueerde Heriger van een schrijver in opdracht tot een denker op het gebied van de filosofie en de chronologie. Zo schreef hij De dissonantia Ecclesiae de adventu Domini celebrando, een werk waarin hij de dialogen met zijn leerling Adelbold II over het maximale aantal adventszondagen weergeeft.
Verder schreef hij Dicta de corpore et sanguine Domini over de theologische status van het eucharistisch brood.
Het Epistola ad Hugonem quendam is gericht aan een leerling (de latere abt Hugo van Lobbes, 1033-1053) en handelt over interpretatieverschillen tussen de tijdrekeningsmethode van Dionysius Exiguus en Beda Venerabilis.
Heriger bestudeerde eveneens de kerkvaders en schrijvers uit de klassieke oudheid. In tegenstelling tot zijn tijdgenoten geeft Heriger in zijn werken ook historische kritieken weer.
Heriger schreef eveneens muziekcomposities, waarvan nog één hymne en twee antifonen bewaard zijn gebleven. Hij was ook actief op het gebied van de rekenkunde waar hij eigen vermenigvuldigings- en delingstechnieken introduceerde in Regulæ de numerorum abaci rationibus.